# کنتور ایکیشا (پونو)
کنتور ایکیشا (به اسپانیایی: Kuntur Ikiña) یک کوه در پرو است که در Peru, Puno Region, Puno Province واقع شده‌است. کنتور ایکیشا ۴٬۸۰۰٫۹ متر بالاتر از سطح دریا واقع شده‌است.